# Dasypolia fani
Dasypolia fani là một loài bướm đêm trong họ Noctuidae.